# Arsenal Germania
L’arsenal Germania (en allemand : Germaniawerft), longtemps exploité par Gustav Krupp, était un chantier naval de Kiel édifié sur la rive est de l’Hörn (de). Ce fut le premier arsenal à assembler des sous-marins à grande échelle et, à partir de 1935, l’un des plus grands chantiers du complexe militaro-industriel allemand travaillant pour la Kriegsmarine. En 1945, les installations furent démontées à l'instigation des forces d'occupation britanniques et l'organisation dissoute.

## De la fondation à la mutinerie de 1918
Les chantiers navals d'Allemagne du Nord (Norddeutsche Schiffbaugesellschaft) virent le jour en 1867 à Gaarden près de Kiel : c'est à cet endroit que cette société construisit le paquebot impérial Hohenzollern. Après sa faillite en 1879, l'arsenal fut repris en 1882 par les ateliers mécaniques et navals Germania de Berlin (Schiff- und Maschinenbau-AG Germania), avant qu'en 1896 von Krupp le rachète à son tour. L'assemblage en 1908 de la goélette Germania, sur un projet de Max Oertz (de) pour le compte de Gustav Krupp von Bohlen und Halbach, fut une première : il s'agissait du premier navire de compétition construit en Allemagne.

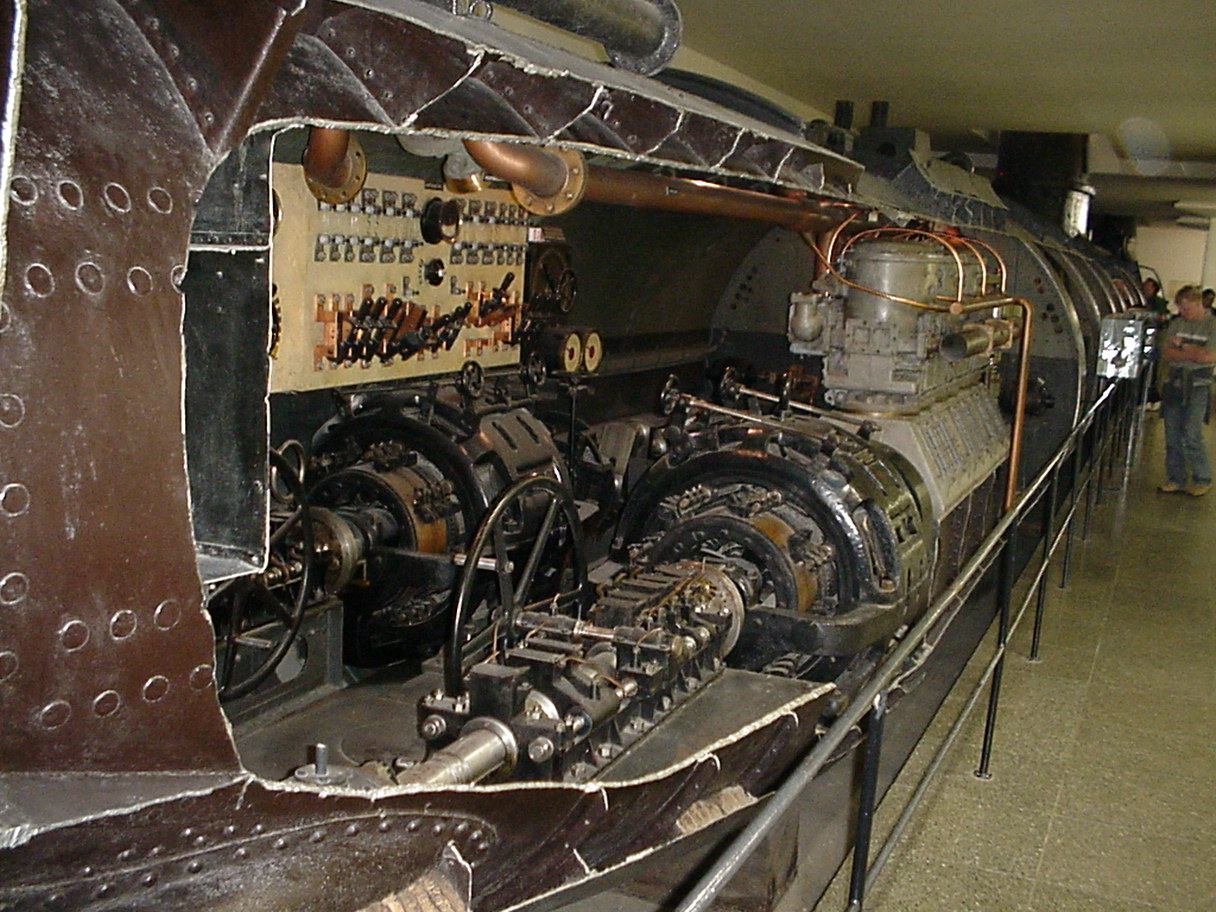
Le SM U-1, premier sous-marin de la marine impériale allemande, sortit des ateliers de Kiel en 1905. Sa longueur était de 42 m.

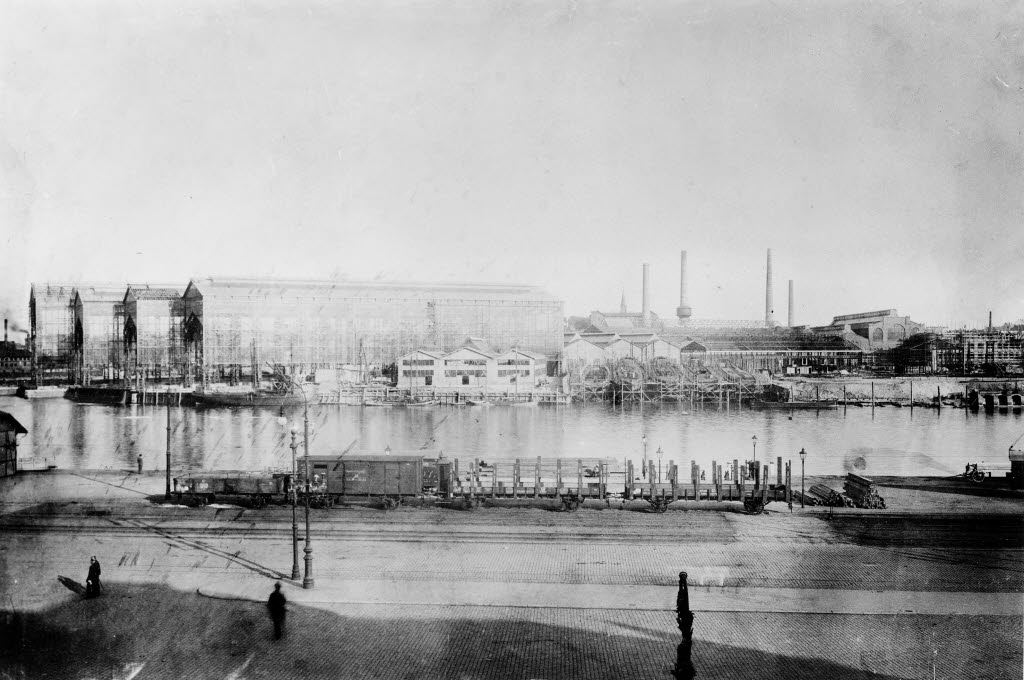
Desserte ferroviaire du chantier v. 1900.

Le Forelle (de) construit en 1902 à Kiel (et racheté ultérieurement par la Russie), est le premier submersible de fabrication allemande. Après la construction de trois nouveaux sous-marins pour la Russie, le SM U-1 achevé en 1905 fut le premier submersible livré à la Kaiserliche Marine. Les chantiers Germania de Kiel livrèrent par la suite des sous-marins aussi bien pour la Norvège que pour l’Italie ou la marine austro-hongroise, expédiés en pièces détachées par train et réassemblés sur le port militaire de Pola. À l'aube de la Première Guerre mondiale, la course aux armements entre le Royaume-Uni et l'Allemagne provoqua une multiplication des commandes de la marine impériale allemande, non seulement en sous-marins, mais également en navires de ligne comme le Prinzregent Luitpold, le Kronprinz et le Sachsen.

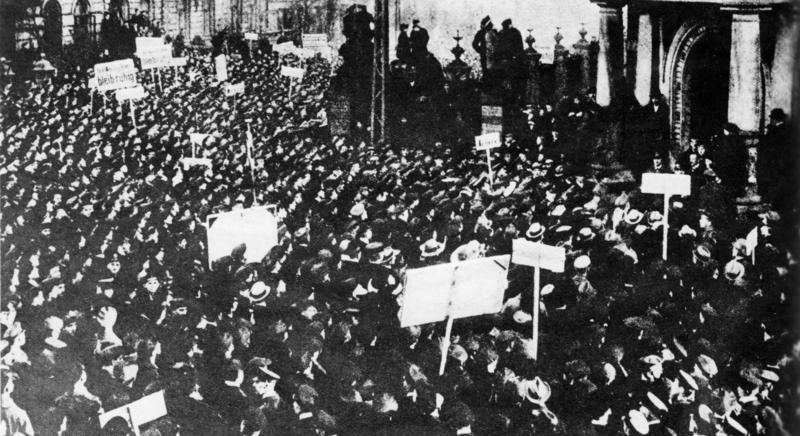
Manifestation populaire à Kiel le 4 novembre 1918.

À l'automne 1918, la ville ouvrière de Kiel devient l'un des centres de l'insurrection contre le pouvoir des militaires et la situation de misère dans laquelle la durée du conflit plonge les populations civiles allemandes. Le mouvement contestataire commence le 30 octobre 1918, lorsque les marins de deux navires de guerre refusent d'appareiller. Le lendemain, 400 mutins sont mis aux arrêts. Dans les jours qui suivent les manifestations se multiplient pour demander la libération des marins, si bien que dès le 4 novembre, des conseils ouvriers et des conseils de soldats rassemblent à Kiel environ 20 000 opposants : ils demandent désormais l'abdication pure et simple de l'empereur. Le lendemain marque le début de la grève générale à Kiel et le drapeau rouge flotte sur la ville. Au cours du mois de novembre, la contestation gagne les grands centres urbains : Hambourg, Stuttgart puis Munich, amorçant la chute de l'Empire allemand.

## De l'armistice (1918) à la capitulation (1945)

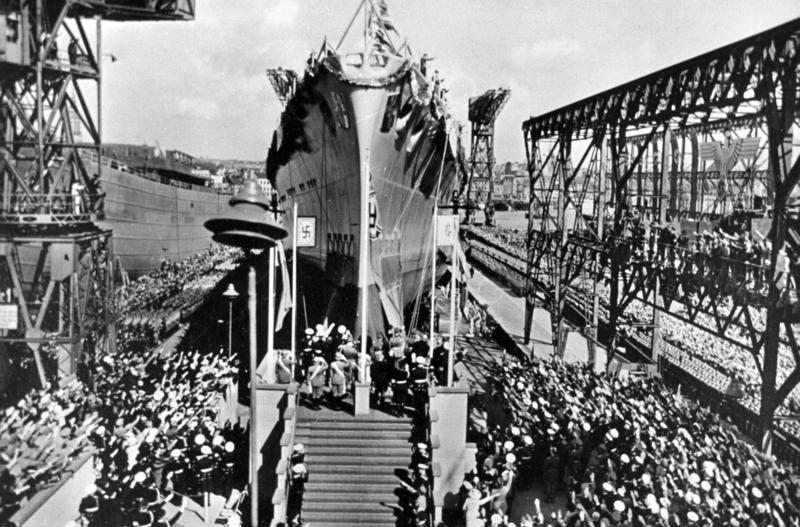
Lancement du croiseur lourd le 22 août 1938 à l'arsenal Germania.

Par suite des restrictions en matière de dépenses d'armement stipulées par le traité de Versailles, les chantiers navals de Kiel traversèrent une grave crise au début des années 1920. L'entreprise de construction dut se reconvertir et se consacra désormais à la fabrication de navires de luxe. Mais simultanément, les injonctions du traité de Versailles concernant l'arrêt de la production de sous-marins étaient contournées par la mise en place d'une organisation clandestine aux Pays-Bas, le « bureau d'études » Ingenieurskantoor voor Scheepsbouw qui, fort des plans et brevets de la marine impériale, poursuivait les recherches des ingénieurs allemands sur cette arme. Sous la république de Weimar, l'arsenal Germania construisit des yachts, des vapeurs et même des paquebots, dont la plupart furent livrés à des millionnaires américains. C'est ainsi que les chantiers navals de Kiel construisirent le trois-mâts barque Hussar II (1931) (l’actuel Sea Cloud) ou le yacht de luxe Orion (1929), le paquebot Regina Maris qui en 2000 croisait encore en Méditerranée et en Mer Rouge.
Avec le nazisme et le déclenchement de la Seconde Guerre mondiale, les chantiers navals Germania retrouvèrent leur rôle de fournisseur privilégié de la Kriegsmarine. Le croiseur lourd Prinz Eugen fut mis à flot en 1938. Même le marché de construction des porte-avions de la classe B fut remporté par les ateliers Germania, seulement le projet en fut reporté afin d'accroître prioritairement la construction de sous-marins d'attaque. Au total, 131 sous-marins (de types II, VII, X B, XIV, XVII, XXIII), sortirent des ateliers de Kiel, et 240 étaient encore en commande à la fin de la guerre. En 1944, l'arsenal occupait 10 000 ouvriers, dont 11 % étaient des déportés.
Après la capitulation de 1945, les chantiers Germania, qui avaient été sérieusement touchés par les bombardements, furent l'un des premiers sites militaires allemands à être démantelé. Ce démantèlement déchaîna la colère des habitants de Kiel, déjà victimes des destructions civiles. Une manifestation, menée par le maire Andreas Gayk contre la démolition des ateliers resta sans effet ; l'entreprise de construction  mécanique fut dissoute et ne devait plus jamais reprendre son activité.

## Reconversion du site
Le « Quai de Norvège » actuel occupe l'emplacement de l'ancienne rampe de mise à flot. À la fin des années 1960, les ateliers Howaldtswerke (HDW) acquirent l'essentiel de la friche industrielle se trouvant le long de l'Hörn et utilisèrent le site comme lieu de stock et comme décharge. À compter de 1968, ils y ouvrirent un nouveau chantier de montage de sous-marins pour l'usine de Kiel-Sud, qui ferma en 1989. Depuis les années 1990 les autorités essayent, dans le cadre d'un projet « Kai-City Kiel », de désenclaver la partie de la friche industrielle la plus voisine du centre-ville, entre autres par la construction de gratte-ciels et d'une passerelle piétonne sur l'Hörn, le « Hörnbrücke ».
Une halle industrielle datant de 1939, qui abritait des ateliers de métallurgie et de construction mécaniques travaillant pour l'arsenal, a été reconvertie en hall d'exposition sous le nom de « Halle 400 ». Au nord de cette halle, dans le cadre de la reconversion du site, a été créé un port de plaisance pour les voiliers et les navires traditionnels, le « Germaniahafen ».

## Le conservatoire naval
- Le SM U-1 (1906), premier sous-marin de la marine impériale allemande, est exposé au Deutsches Museum de Munich.
- Le Nusrat (1912), un mouilleur de mines, est conservé à Mersin, en Turquie.
- le voilier Sedov (1921) (ex Magdalene Vinnen II, ex Kommodore Johnson) est un navire-école de la Marine russe.
- Le Sea Cloud (lancé en 1931 sous le nom de Hussard II), est un quatre-mâts.
- Le Stadt Kiel (1934), est un bateau de tourisme basé à Kiel.
- Le Carthaginian II, navire à voiles construit par l'arsenal Germania en 1920, servit des années durant de musée à Lahaina (sur l’île de Maui à Hawaï), sabordé en 2005 au large de la côte, constitue une visite de choix pour les amateurs de plongée.

## Source et références
- (de) Cet article est partiellement ou en totalité issu de l’article de Wikipédia en allemand intitulé « Germaniawerft » (voir la liste des auteurs).

1. 1 2  Pressearchiv 20. Jahrhundert (organisation), [lire en ligne], consulté le 20 juillet 2021.
2. ↑  Pressearchiv 20. Jahrhundert (organisation), [lire en ligne], consulté le 27 juillet 2021.
3. ↑  « http://www.ubootarchiv.de/ubootwiki/index.php/U_7 » (consulté le 22 août 2018)
4. ↑  « http://www.ubootarchiv.de/ubootwiki/index.php/U_8 » (consulté le 22 août 2018)
5. ↑  « http://www.ubootarchiv.de/ubootwiki/index.php/U_9 » (consulté le 22 août 2018)
6. ↑  « http://www.ubootarchiv.de/ubootwiki/index.php/U_10 » (consulté le 22 août 2018)
7. ↑  « http://www.ubootarchiv.de/ubootwiki/index.php/U_11 » (consulté le 22 août 2018)
8. ↑  « http://www.ubootarchiv.de/ubootwiki/index.php/U_12 » (consulté le 22 août 2018)
9. ↑  « http://www.ubootarchiv.de/ubootwiki/index.php/U_17 » (consulté le 22 août 2018)
10. ↑  « http://www.ubootarchiv.de/ubootwiki/index.php/U_18 » (consulté le 22 août 2018)
11. ↑  « http://www.ubootarchiv.de/ubootwiki/index.php/U_19 » (consulté le 22 août 2018)
12. ↑  « http://www.ubootarchiv.de/ubootwiki/index.php/U_20 » (consulté le 22 août 2018)
13. ↑  « http://www.ubootarchiv.de/ubootwiki/index.php/U_21 » (consulté le 22 août 2018)
14. ↑  « http://www.ubootarchiv.de/ubootwiki/index.php/U_22 » (consulté le 22 août 2018)
15. ↑  « http://www.ubootarchiv.de/ubootwiki/index.php/U_23 » (consulté le 22 août 2018)
16. ↑  « http://www.ubootarchiv.de/ubootwiki/index.php/U_24 » (consulté le 22 août 2018)
17. ↑  « https://uboat.net/boats/u48.htm » (consulté le 10 septembre 2018)
18. ↑  « http://www.ubootarchiv.de/ubootwiki/index.php/U_45 » (consulté le 10 septembre 2018)
19. ↑  « http://www.ubootarchiv.de/ubootwiki/index.php/U_46 » (consulté le 10 septembre 2018)
20. ↑  « http://www.ubootarchiv.de/ubootwiki/index.php/U_47 » (consulté le 10 septembre 2018)
21. ↑  « http://www.ubootarchiv.de/ubootwiki/index.php/U_49 » (consulté le 10 septembre 2018)
22. ↑  « http://www.ubootarchiv.de/ubootwiki/index.php/U_50 » (consulté le 10 septembre 2018)
23. ↑  « https://uboat.net/boats/u51.htm » (consulté le 10 septembre 2018)
24. ↑  « https://uboat.net/boats/u52.htm » (consulté le 10 septembre 2018)
25. ↑  « https://uboat.net/boats/u53.htm » (consulté le 10 septembre 2018)
26. ↑  « https://uboat.net/boats/u54.htm » (consulté le 10 septembre 2018)
27. ↑  « https://uboat.net/boats/u55.htm » (consulté le 10 septembre 2018)
28. ↑  « https://uboat.net/boats/u33.htm » (consulté le 10 septembre 2018)
29. ↑  « https://uboat.net/boats/u34.htm » (consulté le 10 septembre 2018)
30. ↑  « https://uboat.net/boats/u35.htm » (consulté le 10 septembre 2018)
31. ↑  « https://uboat.net/boats/u36.htm » (consulté le 10 septembre 2018)
32. 1 2  « https://uboat.net/boats/u99.htm » (consulté le 10 septembre 2018)
33. ↑  « https://uboat.net/boats/u100.htm » (consulté le 10 septembre 2018)
34. ↑  « https://uboat.net/boats/u101.htm » (consulté le 10 septembre 2018)
35. ↑  « https://uboat.net/boats/u102.htm » (consulté le 10 septembre 2018)
36. ↑  « https://uboat.net/boats/u69.htm » (consulté le 10 septembre 2018)
37. ↑  « https://uboat.net/boats/u70.htm » (consulté le 10 septembre 2018)
38. ↑  « https://uboat.net/boats/u71.htm » (consulté le 10 septembre 2018)
39. ↑  « https://uboat.net/boats/u72.htm » (consulté le 10 septembre 2018)
40. ↑  « https://uboat.net/boats/u93.htm » (consulté le 10 septembre 2018)
41. ↑  « https://uboat.net/boats/u94.htm » (consulté le 10 septembre 2018)
42. ↑  « https://uboat.net/boats/u95.htm » (consulté le 10 septembre 2018)
43. ↑  « https://uboat.net/boats/u96.htm » (consulté le 10 septembre 2018)
44. ↑  « https://uboat.net/boats/u97.htm » (consulté le 10 septembre 2018)
45. ↑  « https://uboat.net/boats/u98.htm » (consulté le 10 septembre 2018)
46. ↑  « http://www.ubootarchiv.de/ubootwiki/index.php/U_4701 » (consulté le 12 janvier 2019)
47. ↑  « http://www.ubootarchiv.de/ubootwiki/index.php/U_4702 » (consulté le 12 janvier 2019)
48. ↑  « http://www.ubootarchiv.de/ubootwiki/index.php/U_4703 » (consulté le 12 janvier 2019)
49. ↑  « http://www.ubootarchiv.de/ubootwiki/index.php/U_4704 » (consulté le 12 janvier 2019)
50. ↑  « http://www.ubootarchiv.de/ubootwiki/index.php/U_4705 » (consulté le 12 janvier 2019)
51. ↑  « http://www.ubootarchiv.de/ubootwiki/index.php/U_4706 » (consulté le 12 janvier 2019)
52. ↑  « http://www.ubootarchiv.de/ubootwiki/index.php/U_4707 » (consulté le 12 janvier 2019)
53. ↑  « http://www.ubootarchiv.de/ubootwiki/index.php/U_4709 » (consulté le 12 janvier 2019)
54. ↑  « http://www.ubootarchiv.de/ubootwiki/index.php/U_4712 » (consulté le 12 janvier 2019)